# Clorazepinezuur
Clorazepinezuur (ook bekend als Chloorazepam, Clorazepaat, merknamen Tranxène en Tranxilium is een benzodiazepine dat als geneesmiddel wordt gebruikt. Clorazepinezuur wordt gebruikt bij de behandeling van pathologische angst en spanning. De andere toepassing van clorazepinezuur is intraveneus, vooral in doses vanaf 50 mg bij bijvoorbeeld een onthoudings- of epileptisch insult, een delirium tremens of in klinische setting (bij opname in een kliniek) bij agressieve mensen die psychisch in de war zijn.
Clorazepinezuur wordt vooral gebruikt bij angststoornissen en soms bij ontwenningsverschijnselen die optreden bij het afkicken van alcoholverslaving. Het gebruik van clorazepinezuur kan tot verslaving leiden. Bij alcoholontwenningsverschijnselen werd door artsen vaak voor Librium (werkzame stof: chloordiazepoxide) gekozen in plaats van voor clorazepinezuur, omdat Librium de standaardmedicatie was in de jaren '90 bij alcoholverslaving en het zou tevens iets minder verslavend zijn. Librium is vrijwel niet meer verkrijgbaar en was de eerste geregistreerde benzodiazepine. In de jaren 20 van de 21e eeuw (vanaf ca. 2015) staan huisartsen vaak in nauw contact met de verslavingszorg. Zij worden ook op de hoogte gehouden van vorderingen van een patiënt, die zich via de huisarts daar aanmeldt. Om die reden schrijven huisartsen bij bijvoorbeeld alcoholverslaving, vaak nog kleine hoeveelheden van een benzodiazepine, zoals clorazepinezuur voor, uitzonderingen daargelaten. Als men meer hulp of medicijnen wil, verwijst de huisarts meestal door.
Clorazepinezuur behoort tot de groep langwerkende benzodiazepines en dient, tenzij de arts het echt noodzakelijk vindt, niet langer dan twee maanden gebruikt te worden. Het middel dient zeer langzaam afgebouwd te worden om langdurige ontwenningsverschijnselen te voorkomen. De verstandigste afbouwtijd is minimaal 1/10 van de duur van het totale aantal maanden of jaren gebruik van clorazepinezuur.
De meest voorkomende ontwenningsverschijnselen van benzodiazepines als clorazepinezuur zijn hevige angst en spanning, tintelingen in- en overgevoeligheid van de ledematen, slapeloosheid, hypergevoeligheid voor geluid en trillen van de handen. Soms komen hallucinaties voor en kan de waarneming van dingen verstoord zijn bij het zien, bijvoorbeeld dat het lijkt of dingen scheef staan, terwijl dit niet zo is. Het plotseling stoppen van hoge dosissen kan een insult (een soort epileptische aanvallen) veroorzaken en dient dus te worden vermeden. Koffie en tabak kunnen de ontwenningsverschijnselen versterken. Tevens kan men zeer gevoelig reageren op alcohol. Het goed, geleidelijk afbouwen van een benzodiazepine vermindert de kans op ontwenningsverschijnselen of maakt ze in ieder geval minder hevig. Het plotseling stoppen van een hoge dosering na langdurig gebruik kan leiden tot langdurige ontwenningsverschijnselen variërend van enkele weken tot enkele maanden en in sommige gevallen zelfs jaren.
Clorazepinezuur is in Nederland verkrijgbaar in capsules van 5 en 10 mg en in tabletten van 20 en 50 mg. De 5 mg en 10 mg varianten waren alleen in een glazen potje van 30 stuks verkrijgbaar, later in plastic potjes, en zijn tegenwoordig (sinds eind jaren 90) in doordrukstrips verkrijgbaar. De kleur van de capsule van 5 mg is roze en wit. De kleur van de capsule van 10 mg is roze. De tabletten van 20 mg (20 mb) zijn deelbaar en hebben een blauwe kleur. Tranxene 20 mb kwam halverwege de jaren 90 op de markt, eerst in plastic buisjes van 20 stuks, daarna in doordrukstrips van 2x10 per doosje, veel later dan 5 en 10 mg. De tabletten van 50 mg worden meestal alleen in een klinische setting gebruikt, echter kunnen deze ook voorgeschreven worden door een (huis)arts, waarbij de arts meestal kiest voor een lagere dosering, aangezien het equivalent van 50 mg clorazepinezuur ongeveer gelijk is aan 32,5 mg diazepam, een hoge dosis.